# Luca Pandolfi
Luca Pandolfi (Napoli, 14 marzo 1998) è un calciatore italiano, attaccante del Cittadella.

## Caratteristiche tecniche
Attaccante molto duttile tatticamente, può essere impiegato come centravanti o come ala; è rapido e potente fisicamente.

## Carriera
Cresciuto nell'ARCI Scampia, nel 2015 si trasferisce all'AltoVicentino; dopo aver trascorso un breve periodo con il Melfi, il 5 settembre 2017 viene tesserato dal Portici. Il 4 agosto 2018 firma con il Castrovillari, con cui disputa un'ottima stagione a livello individuale, con 12 reti segnate in campionato. Tesserato quindi dalla Virtus Entella, il 10 agosto 2019 viene ceduto a titolo temporaneo all'Alessandria; il 31 gennaio 2020 passa all'Arezzo.
Il 1º settembre 2020 firma un biennale con la Turris; messosi in mostra con i Corallini, il 1º febbraio 2021 passa a titolo temporaneo al Brescia. L'esperienza con i lombardi è tuttavia condizionata da un grave infortunio al menisco: le Rondinelle cercano così di invalidare il trasferimento con plurimi ricorsi, che vengono però respinti dalla Corte Federale d'Appello. Il 31 agosto viene acquistato dal Cosenza, con cui firma un triennale; poco impiegato con i rossoblù, il 29 luglio 2022 si trasferisce in prestito alla Juve Stabia. Il 9 agosto 2023 si svincola dal Cosenza, venendo poi tesserato dal Cittadella.

## Statistiche

### Presenze e reti nei club
Statistiche aggiornate al 13 maggio 2025.
| Stagione             | Squadra              | Campionato           | Campionato | Campionato | Coppe nazionali | Coppe nazionali | Coppe nazionali | Coppe continentali | Coppe continentali | Coppe continentali | Altre coppe | Altre coppe | Altre coppe | Totale | Totale |
| Stagione             | Squadra              | Comp                 | Pres       | Reti       | Comp            | Pres            | Reti            | Comp               | Pres               | Reti               | Comp        | Pres        | Reti        | Pres   | Reti   |
| -------------------- | -------------------- | -------------------- | ---------- | ---------- | --------------- | --------------- | --------------- | ------------------ | ------------------ | ------------------ | ----------- | ----------- | ----------- | ------ | ------ |
| gen.-giu. 2016       | AltoVicentino        | D                    | 1          | 0          | CI-D            | -               | -               | -                  | -                  | -                  | -           | -           | -           | 1      | 0      |
| 2016-gen. 2017       | AltoVicentino        | D                    | 13         | 5          | CI+CI-D         | 0               | 0               | -                  | -                  | -                  | -           | -           | -           | 13     | 5      |
| Totale AltoVicentino | Totale AltoVicentino | Totale AltoVicentino | 14         | 5          |                 | 0               | 0               |                    | -                  | -                  |             | -           | -           | 14     | 5      |
| feb.-giu. 2017       | Melfi                | LP                   | 1          | 0          | CI-LP           | -               | -               | -                  | -                  | -                  | -           | -           | -           | 1      | 0      |
| set. 2017-2018       | Portici              | D                    | 28         | 4          | CI-D            | -               | -               | -                  | -                  | -                  | -           | -           | -           | 28     | 4      |
| 2018-2019            | Castrovillari        | D                    | 31+1       | 12+0       | CI-D            | 3               | 1               | -                  | -                  | -                  | -           | -           | -           | 35     | 13     |
| 2019-gen. 2020       | Alessandria          | C                    | 12         | 2          | CI+CI-C         | 0+2             | 0               | -                  | -                  | -                  | -           | -           | -           | 14     | 2      |
| feb.-giu. 2020       | Arezzo               | C                    | 3          | 0          | CI-C            | -               | -               | -                  | -                  | -                  | -           | -           | -           | 3      | 0      |
| lug.-ago. 2020       | Entella              | B                    | -          | -          | CI              | -               | -               | -                  | -                  | -                  | -           | -           | -           | 0      | 0      |
| set. 2020-gen. 2021  | Turris               | C                    | 20         | 6          | -               | -               | -               | -                  | -                  | -                  | -           | -           | -           | 20     | 6      |
| feb.-giu. 2021       | Brescia              | B                    | -          | -          | CI              | -               | -               | -                  | -                  | -                  | -           | -           | -           | 0      | 0      |
| ago. 2021            | Turris               | C                    | 1          | 0          | CI-C            | 0               | 0               | -                  | -                  | -                  | -           | -           | -           | 1      | 0      |
| Totale Turris        | Totale Turris        | Totale Turris        | 21         | 6          |                 | 0               | 0               |                    | -                  | -                  |             | -           | -           | 21     | 6      |
| set. 2021-2022       | Cosenza              | B                    | 17         | 0          | CI              | -               | -               | -                  | -                  | -                  | -           | -           | -           | 17     | 0      |
| 2022-2023            | Juve Stabia          | C                    | 35+1       | 6+0        | CI-C            | 1               | 0               | -                  | -                  | -                  | -           | -           | -           | 37     | 6      |
| 2023-2024            | Cittadella           | B                    | 34         | 8          | CI              | 1               | 0               | -                  | -                  | -                  | -           | -           | -           | 35     | 8      |
| 2024-2025            | Cittadella           | B                    | 33         | 8          | CI              | -               | -               | -                  | -                  | -                  | -           | -           | -           | 33     | 8      |
| Totale Cittadella    | Totale Cittadella    | Totale Cittadella    | 67         | 16         |                 | 1               | 0               |                    | -                  | -                  |             | -           | -           | 68     | 16     |
| Totale carriera      | Totale carriera      | Totale carriera      | 229+2      | 51         |                 | 7               | 1               |                    | -                  | -                  | -           | -           | -           | 238    | 52     |